# Святой Эмилиан
Святой Эмилиан (или Эмилий) жил в V веке нашей эры и известен как врач, исповедник и мученик. Во время правления арианского вандальского короля Хунериха он стал участником арианских преследований в Африке. Эмилиан сопротивлялся обращению в арианство, из-за этого с него заживо содрали кожу.
День памяти Эмилиана отмечается 6 декабря в католицизме и 7 декабря в восточном православии.